# Politique en Thaïlande
La politique en Thaïlande s'inscrit dans le cadre d'une monarchie constitutionnelle. Le chef d'État de la Thaïlande est le roi, issu d'une monarchie héréditaire et le chef de gouvernement est le Premier ministre.

## Régime politique
Indépendante depuis 1238, la Thaïlande, appelée officiellement royaume de Thaïlande, est le seul pays du Sud-Est asiatique qu'aucune puissance étrangère n'ait jamais colonisé, bien que partiellement occupé durant l'entente cordiale franco-britannique, par ces deux pays puis par le Japon. Monarchie constitutionnelle depuis 1932, le système politique thaïlandais se distingue toutefois de son modèle britannique par une kyrielle de différences, tout en subtilités.

### Séparation des pouvoirs
Le gouvernement se divise en trois branches, pouvoir exécutif, pouvoir législatif et judiciaire.
- Pouvoir législatif : le Parlement bicamériste est composé par les deux chambres (haute et basse).
- Pouvoir exécutif : il est composé du Premier ministre élu par l’Assemblée Nationale et ses trente-cinq membres de son cabinet. Le Premier ministre est le chef du gouvernement.
- Pouvoir judiciaire : le pouvoir judiciaire fonctionne indépendamment des deux autres ordres. Il est composé d’une cour judiciaire et une cour constitutionnelle chargée de vérifier la constitutionnalité de toutes les lois et actes entrepris[2].

En 2019, le système électoral national permet d'élire les 393 membres de la Chambre basse (Saphaa Phuu Thaen Ratsadon, ou Chambre des députés), dont les membres sont investis d'un mandat de quatre ans), ainsi que le Premier ministre. La désignation des 270 sénateurs de la Chambre haute (Wuthisaphaa ou Sénat, dont le mandat est de six ans) relève, quant à elle, de l'autorité du Premier ministre. En Thaïlande, le Sénat est moins puissant que la Chambre des députés à laquelle revient le vote et la promulgation des lois, tandis que le Sénat vote les amendements à la Constitution. Onze partis politiques présentent des candidats aux élections nationales, mais seuls cinq d'entre eux reçoivent la faveur des électeurs : le Parti démocrate, le Parti des aspirations nouvelles, le Parti de la Nation thaïe, le Parti du développement national et le parti « Pour la Thaïlande » (parti créé par les anciens adhérents du parti Thai rak Thai (« les Thaïs aiment les Thaïs ») dissout à la suite de la crise de 2006).
Quelque 40 % des parlementaires appartiennent à des dynasties politiques, l'un des taux les plus élevés au monde avec les Philippines.

### Rôle du monarque
Chef de l’armée, les pouvoirs du roi sont soumis et contraints par la constitution. Il est également sommé d’être bouddhiste et de défendre la pratique de la religion à travers son mandat.
Il est protégé des critiques notamment par l'article 112 du code pénal thaïlandais, assimilé à un crime de lèse-majesté, relevant de la sécurité nationale et pouvant aboutir à plusieurs dizaines d'années de prison. Cette loi est fortement critiquée, étant applicable à tout individu (y compris hors de Thaïlande), et utilisée pour empêcher le débat démocratique depuis la prise de pouvoir d'une junte militaire au milieu du XXe siècle.

## Histoire politique
Pour un article plus général, voir Histoire de la Thaïlande.

### 1932 - 1950
Pendant des siècles, la Thaïlande est un royaume gouverné par une monarchie absolutiste. En 1932, des civils et des militaires se révoltent et organisent un coup d’État pour ouvrir les portes à une monarchie constitutionnelle. Parmi les conspirateurs se trouvent le civil Pridi Phonmayong et le lieutenant-colonel Plaek Pibulsonggram, tous les deux futurs premiers ministres. Ce coup d’État marque une ouverture aux élections. À cette époque, la Thaïlande est un pays agricole avec une population peu éduquée. Les suffrages sont donc très limités.
Entre 1941 et 1945, une alliance est faite avec le gouvernement japonais, le premier ministre chassant du gouvernement les ministres opposés à ce choix. Obligé de démissionner avant la fin de la Seconde Guerre mondiale, Plaek Pibulsonggram mène ensuite deux coups d'État (1947 et 1948) pour reprendre le pouvoir. En 1949, le pays fait face à un changement constitutionnel qui interdit aux officiers de l'armée d'être élus à la chambre basse du parlement. En 1951, le pays est à nouveau frappé par un coup d'État, cette fois opposé à Plaek Pibulsonggram. Bien qu'il soit un échec, l'armée en profite pour prendre une place plus importante. Les militaires amendent la constitution, abolissent la chambre Haute et adoptent de nouvelles dispositions pour la chambre Basse : la moitié des sièges de députés doivent être occupés par des militaires.

### 1960 - 1970
Dans les années 1960 et 1970, le pays s'industrialise et se modernise. Le gouvernement thaïlandais privatise certaines compagnies. Les investissements des Américains durant la guerre du Vietnam sont importants et participent à cette transformation du pays. Une classe bourgeoise, une classe moyenne et une classe ouvrière qualifiée émergent dans les villes. Le nombre d'établissements d'enseignement supérieur augmente fortement, ce qui permet la formation d'une population étudiante éduquée. Des syndicats ouvriers et étudiants font leur apparition.
Le régime de Sarit Thanarat (1958-1963), dictateur pro-américain et anticommuniste, est autoritaire. Les partis politiques et les journaux de l'opposition sont interdits et les droits constitutionnels sont suspendus. Sarit compte sur l'aide militaire américaine pour repousser la menace de l'insurrection communiste au sein de la Thaïlande. Après son décès en 1963, ses deux lieutenants, les maréchaux Thanom Kittikajon et Praphat Jarusathian continuent d'entretenir des liens étroits avec les États-Unis. Près de 50 000 militaires américains se poseront sur le sol thaïlandais en 1968. Le premier ministre élu est Thanom Kittikhachon, qui continue à appliquer la dictature pendant dix ans.
En 1972, des centaines de paysans, peut-être plus de 3 000, soupçonnés de soutenir la rébellion communistes, sont massacrés par les forces armées dans la province du Phattalung, dans le Sud de la Thaïlande. Jusqu'alors, les suspects communistes arrêtés par l'armée étaient habituellement abattus et leurs corps laissés sur place. Cette fois-ci, la méthode des "barils rouges" est introduite pour éliminer toute preuve possible. Les suspects sont frappés jusqu'à être rendus semi-conscients, avant d'être jetés dans des barils contenant de l'essence et brûlés vifs.
À l'automne 1973, des étudiants universitaires se retrouvent dans les rues de Bangkok. Ils sont plus de 500 000 à revendiquer plus de droits et de libertés démocratiques à travers l'instauration d'élections et d'une constitution. Le 14 octobre 1973, la dictature est renversée, 300 étudiants meurent. Le roi confie le pouvoir à un universitaire, Sanya Dharmsakti (1973-1975). La société devient plus égalitaire et de nouveaux partis politiques et élites commerciales émergent. La censure de la presse disparaît et des syndicats sont rapidement formés. Le 26 janvier 1975, Kukrit Pramoj remporte les premières élections libres à être organisées depuis 1946.
En 1976, dans un contexte régional où les communistes prennent le pouvoir au Viêt Nam, au Laos et au Cambodge, une manifestation d'étudiants et de travailleurs est attaquée par les forces de police et les organisations paramilitaires d'extrême-droite - le bilan officiel est le massacre de 46 personnes, bien qu'il soit sûrement plus lourd. Les militaires suspendent la constitution et reprennent le pouvoir. Ils prétendent agir au nom de la sécurité nationale en empêchant la menace communiste de se propager en Thaïlande. À la même époque, les guerres entre communistes et anticommunistes prendront fin progressivement. En Chine, la libéralisation du modèle économique entraîne une diminution des tensions avec les Américains qui auront moins peur du communisme. La Thaïlande sera elle aussi moins craintive à cet égard à la suite des promesses de Deng Xiaoping d'arrêter de financer les rébellions communistes dans le pays.

### 1980 - 1990
En 1991, des émeutes violentes contre les militaires prennent forme. Les classes moyennes et les nouvelles élites économiques et financières ne souhaitent pas le retour d’un État militaire. Cette rébellion oblige les militaires à organiser des élections à partir de 1992. Celles-ci sont supervisées par des organisations étrangères, notamment américaines. C'est le Parti démocrate, soutien monarchique et réactionnaire, qui les remportera. Les élus issus du Parti adoptent un changement constitutionnel. Dans celui-ci, le chef du parti qui obtient la majorité des sièges au parlement doit devenir Premier ministre.
En 1995, de nouvelles élections ont lieu. Elles se déroulent pacifiquement et permettent à une coalition de partis politiques de prendre le pouvoir et de remplacer le Parti démocrate.

### Constitution d'octobre 1997
En 1997, une nouvelle constitution prend forme ce qui permet d’augmenter le nombre de sénateurs élus. La Chambre Haute est démocratisée et les liens traditionnels avec l’armée sont affaiblis.

### Coup d'État de septembre 2006
Le 19 septembre 2006, l’armée thaïlandaise lance un coup d'État contre le Premier ministre Thaksin Shinawatra, qui déclare l’état d'urgence depuis New York, où il assiste à l’assemblée générale des Nations unies. Des blindés entourent les bureaux du gouvernement à Bangkok et les militaires prennent le contrôle des chaînes de télévision, avant d’annoncer l’instauration d’une autorité provisoire fidèle au roi de Thaïlande. Ce renversement est dû à la négligence délibérée du Premier ministre envers les intérêts des grandes familles, mais également peut-être à sa trop grande popularité - qui aurait porté ombrage à celle du roi.
Le général à la retraite Surayud Chulanont, ancien commandant en chef de l'armée, est nommé premier ministre par intérim par le roi et une constitution provisoire est proclamée le 1er octobre. Le chef de la junte militaire organisatrice du coup d'État, le général Sonthi Boonyaratglin, est nommé vice-premier ministre.

### Constitution d'août 2007
Le 19 août 2007, lors du premier référendum de l'histoire du pays, les Thaïlandais approuvent, avec une majorité de 58,34 % et un taux de participation de 55 %, la nouvelle constitution qui, selon la junte, doit permettre la tenue d'élections législatives et le retour de la démocratie.

### Retour chaotique à la démocratie
En décembre 2007, la junte militaire organise les élections promises qui ramènent au pouvoir nombre d'anciens partisans de Thaksin Shinawatra. Samak Sundaravej devient premier ministre, mais est contraint à la démission par la Cour constitutionnelle en septembre 2008 à cause d'une affaire de corruption. Somchai Wongsawat, beau-frère de Thaksin, le remplace, mais le 2 décembre 2008, la même Cour prononce sa destitution et son inéligibilité pendant 5 ans. Chaovarat Chanweerakul assure l'intérim jusqu'au 15 décembre, date à laquelle l'Assemblée, sous la pression des manifestations organisées et financées depuis six mois par l'Alliance du peuple pour la démocratie (PAD), avec l'appui des milieux d'affaires et des nobles, et aussi grâce aux instances judiciaires et aux lois mises en place par la junte, choisit Abhisit Vejjajiva comme nouveau premier ministre. Pour certains, il s'agit là d'un « coup-d'état soft ».
Nommé pour un mandat de quatre ans, ce dernier doit faire face à une contestation populaire organisée et financée par Thaksin et les partisans de son retour, les « chemises rouges », restent sous pression des anti-Thaksin, les « chemises jaunes » (la couleur du jour du roi). L'instabilité politique perdure mais le premier ministre voudrait relancer l'économie et réformer la constitution avant de dissoudre l'Assemblée.

### Troubles du printemps 2010
Les Chemises rouges de l'UDD, Front national uni pour la démocratie et contre la dictature, qui compte une majorité de partisans de Thaksin dans ses rangs, organisent une grande manifestation le 14 mars à Bangkok pour obliger le gouvernement à tenir des élections anticipées. Cette manifestation trouve son prolongement lorsque les participants s'installent pacifiquement dans le centre financier de Bangkok (Siam Square, Trade Center). Le gouvernement refuse toute négociation, malgré l'intervention de plusieurs personnalités thaïlandaises et étrangères. Les forces armées donnent l'assaut le 19 mai, les manifestants ripostent puis se rendent mais la répression sanglante continue et au moins 75 personnes sont tuées,. Le gouvernement ne cède à aucune des revendications, et ne prévoit pas d'élections anticipées. Un coup d'arrêt à l'opposition démocratique est donné, mais la mobilisation reste active en province, moins médiatisée, tandis que la Cour criminelle de Bangkok émet, le 25 mai 2010, un mandat d’arrêt international pour « terrorisme » contre Thaksin Shinawatra.

### Arrivée au pouvoir de Yingluck Shinawatra
Les élections législatives se tiennent en Thaïlande le 3 juillet 2011, à la suite de la dissolution de la Chambre des représentants le 10 mai 2011 par décret royal. 47 millions de Thaïlandais sont appelés aux urnes dans un pays où le vote est obligatoire.
Ces élections voient s'opposer le Parti démocrate mené par Abhisit Vejjajiva, Premier ministre sortant, et le Pheu Thai (Parti pour les Thaï), dirigé depuis le 16 mai par Yingluck Shinawatra, sœur cadette de l'ancien premier ministre Thaksin Shinawatra, renversé en 2006 et en exil depuis. Cette dernière l'emporte par une majorité absolue des voix et obtient 265 sièges sur les 500 de la Chambre des représentants.
Entrée en politique à 44 ans et seulement 2 mois avant ces élections, elle représente clairement le parti de son frère, ce dernier l'ayant d'ailleurs clairement désignée comme son « clone ». Elle a assis sa victoire sur les votes des campagnes contre ceux des villes : la population rurale, électoralement majoritaire, est la principale force démocratique face à l'élite citadine, majoritairement conservatrice, et le vivier électoral principal du Pheu Thai. Le Parti démocrate reconnaît sa défaite et l'armée déclare accepter le choix des urnes.
En 2012, elle propose un projet de révision de la Constitution adoptée en 2007 en convoquant un référendum.
Fin 2013, accusée d'être la marionnette politique de son frère, toujours en exil, elle est la cible de manifestations de l'opposition — urbaine et royaliste, alors que la Première ministre est soutenue par les paysans ruraux) qui demandent sa démission — alors qu'est envisagé un projet d'amnistie pouvant faciliter le retour de Thaksin en Thaïlande. Même si des milliers de manifestants réussissent à envahir le siège du gouvernement, cette action n'est pas considérée comme une victoire politique, alors qu'une trêve a lieu pour célébrer les 86 ans du roi Bhumitbol et que l'armée refuse de prendre position. Elle décide finalement de dissoudre le Parlement et d'organiser des élections législatives anticipées, qui se tiendront le 2 février 2014.

### Imbroglio électoral et chute de Yingluck Shinawatra
Les élections ne se déroulent cependant pas dans de bonne conditions : en empêchant l'ouverture de quelque 10 000 bureaux de vote, soit plus de 10 % de l'ensemble, les manifestants perturbent l'organisation du scrutin. La Commission électorale prévoit un nouveau scrutin le 23 février 2014 pour les 440 000 électeurs qui ont été empêchés d'exercer leur droit.
Le 24 mars 2014, les élections sont invalidées par la Cour constitutionnelle. De nouvelles élections sont fixées au 20 juillet. Entre-temps, un groupe de sénateurs dépose une plainte contre la Première ministre pour abus de pouvoir dans une nomination litigieuse d'un haut fonctionnaire à un poste de son parti.
Yingluck Shinawatra est appelée le 6 mai 2014 devant la Cour constitutionnelle dans cette affaire d'abus de pouvoir l'accusant. Le verdict est rendu le 7 mai : la cour prononce sa destitution. Le ministre du Commerce, également vice-Premier ministre, Niwatthamrong Boonsongpaisan, est nommé Premier ministre par intérim.

### Coup d'État de mai 2014
Le 22 mai 2014, un putsch conduit par Prayuth Chan-ocha et condamné par la communauté internationale, renverse le gouvernement provisoire dirigé par le premier ministre Niwatthamrong Boonsongpaisan.

### Décès du roi le 13 octobre 2016
Depuis la mort, le 13 octobre 2016 de Bhumibol Adulyadej, roi de Thaïlande, Prayut Chan-o-cha occupe le pouvoir car le prince héritier a demandé un délai. Les exactions des ultraroyalistes se multiplient, le ministre de la Justice ayant appelé à « sanctionner socialement » ceux qui critiquent la monarchie,.
En 2020, malgré la tenue d'élections législatives l'année précédente, le royaume reste contrôlé par les tenants d’une oligarchie militaro-conservatrice. La justice ordonne ainsi la dissolution du Parti du nouvel avenir, l’une des plus importantes voix de l’opposition. Le juriste Somchai Preechasinlapakun souligne que « les décisions de la Cour constitutionnelle montrent que [depuis une quinzaine d’années] cette dernière a une tendance à rendre des verdicts hostiles à des partis démocratiquement élus ». Le régime thaïlandais se montre particulièrement hostile à toute politique visant à réduire l'influence de l'armée ou à réduire les inégalités sociales.